# Lijst van beschermd erfgoed in Luik (provincie)
Deze pagina bevat een overzicht van de lijsten van beschermd erfgoed in Luik, gerangschikt per Belgische gemeente. Het beschermd erfgoed maakt deel uit van het cultureel erfgoed in België.
- Lijst van beschermd erfgoed in Amay
- Lijst van beschermd erfgoed in Amel
- Lijst van beschermd erfgoed in Ans
- Lijst van beschermd erfgoed in Anthisnes
- Lijst van beschermd erfgoed in Aubel
- Lijst van beschermd erfgoed in Awans
- Lijst van beschermd erfgoed in Aywaille
- Lijst van beschermd erfgoed in Baelen
- Lijst van beschermd erfgoed in Berloz
- Lijst van beschermd erfgoed in Beyne-Heusay
- Lijst van beschermd erfgoed in Bitsingen
- Lijst van beschermd erfgoed in Blegny
- Lijst van beschermd erfgoed in Borgworm
- Lijst van beschermd erfgoed in Braives
- Lijst van beschermd erfgoed in Burdinne
- Lijst van beschermd erfgoed in Burg-Reuland
- Lijst van beschermd erfgoed in Büllingen
- Lijst van beschermd erfgoed in Bütgenbach
- Lijst van beschermd erfgoed in Chaudfontaine
- Lijst van beschermd erfgoed in Clavier
- Lijst van beschermd erfgoed in Comblain-au-Pont
- Lijst van beschermd erfgoed in Crisnée
- Lijst van beschermd erfgoed in Dalhem
- Lijst van beschermd erfgoed in Dison
- Lijst van beschermd erfgoed in Donceel
- Lijst van beschermd erfgoed in Engis
- Lijst van beschermd erfgoed in Esneux
- Lijst van beschermd erfgoed in Eupen
- Lijst van beschermd erfgoed in Faimes
- Lijst van beschermd erfgoed in Ferrières
- Lijst van beschermd erfgoed in Fexhe-le-Haut-Clocher
- Lijst van beschermd erfgoed in Flémalle
- Lijst van beschermd erfgoed in Fléron
- Lijst van beschermd erfgoed in Geer
- Lijst van beschermd erfgoed in Grâce-Hollogne
- Lijst van beschermd erfgoed in Hamoir
- Lijst van beschermd erfgoed in Hannuit
- Lijst van beschermd erfgoed in Héron
- Lijst van beschermd erfgoed in Herstal
- Lijst van beschermd erfgoed in Herve
- Lijst van beschermd erfgoed in Hoei
- Lijst van beschermd erfgoed in Jalhay

- Lijst van beschermd erfgoed in Juprelle
- Lijst van beschermd erfgoed in Kelmis
- Lijst van beschermd erfgoed in Lierneux
- Lijst van beschermd erfgoed in Lijsem
- Lijst van beschermd erfgoed in Limburg
- Lijst van beschermd erfgoed in Lontzen
- Lijst van beschermd erfgoed in Luik
- Lijst van beschermd erfgoed in Malmedy
- Lijst van beschermd erfgoed in Marchin
- Lijst van beschermd erfgoed in Modave
- Lijst van beschermd erfgoed in Nandrin
- Lijst van beschermd erfgoed in Neupré
- Lijst van beschermd erfgoed in Oerle
- Lijst van beschermd erfgoed in Olne
- Lijst van beschermd erfgoed in Ouffet
- Lijst van beschermd erfgoed in Oupeye
- Lijst van beschermd erfgoed in Pepinster
- Lijst van beschermd erfgoed in Plombières
- Lijst van beschermd erfgoed in Raeren
- Lijst van beschermd erfgoed in Remicourt
- Lijst van beschermd erfgoed in Saint-Georges-sur-Meuse
- Lijst van beschermd erfgoed in Saint-Nicolas
- Lijst van beschermd erfgoed in Sankt Vith
- Lijst van beschermd erfgoed in Seraing
- Lijst van beschermd erfgoed in Soumagne
- Lijst van beschermd erfgoed in Spa
- Lijst van beschermd erfgoed in Sprimont
- Lijst van beschermd erfgoed in Stavelot
- Lijst van beschermd erfgoed in Stoumont
- Lijst van beschermd erfgoed in Theux
- Lijst van beschermd erfgoed in Thimister-Clermont
- Lijst van beschermd erfgoed in Tinlot
- Lijst van beschermd erfgoed in Trois-Ponts
- Lijst van beschermd erfgoed in Trooz
- Lijst van beschermd erfgoed in Verlaine
- Lijst van beschermd erfgoed in Verviers
- Lijst van beschermd erfgoed in Villers-le-Bouillet
- Lijst van beschermd erfgoed in Wanze
- Lijst van beschermd erfgoed in Wasseiges
- Lijst van beschermd erfgoed in Weismes
- Lijst van beschermd erfgoed in Welkenraedt
- Lijst van beschermd erfgoed in Wezet